# Morti nel 2011/Ottobre
| Questa pagina contiene informazioni ricavate automaticamente dalle voci biografiche con l'ausilio del template Bio e di un bot. L'aggiornamento è periodico e automatico e ricostruisce completamente la pagina. Se manca una persona in questa lista, sei pregato di non aggiungerla, ma accertati piuttosto che la sua voce biografica contenga il template Bio e che i dati anagrafici siano correttamente compilati. Se il template Bio manca, inseriscilo tu stesso o, in alternativa, metti l'avviso {{tmp\|Bio}} che ne segnala la mancanza. Se i dati riportati sono sbagliati, correggi direttamente la voce biografica; le modifiche saranno visibili in questa lista entro pochi giorni. Per chiarimenti vedi il progetto biografie. La lista contiene solo le 168 persone che sono citate nell'enciclopedia e per le quali è stato implementato correttamente il template Bio. Pagina aggiornata al 2 ago 2025. |

- 1º ottobre - David Bedford, polistrumentista, compositore e direttore d'orchestra britannico (n. 1937)
- 1º ottobre - Corrado Guerzoni, giornalista e conduttore radiofonico italiano (n. 1930)
- 1º ottobre - Andreas Nilsson, calciatore svedese (n. 1910)
- 1º ottobre - Bill Tosheff, cestista statunitense (n. 1926)
- 1º ottobre - Sven Tumba, hockeista su ghiaccio, calciatore e golfista svedese (n. 1931)
- 2 ottobre - Muhammad Ali Taha, scrittore palestinese (n. 1931)
- 2 ottobre - Rodolfo Doni, scrittore e banchiere italiano (n. 1919)
- 2 ottobre - Andrija Fuderer, scacchista jugoslavo (n. 1931)
- 2 ottobre - Zakaria Zerouali, calciatore marocchino (n. 1978)
- 3 ottobre - George Harrison, nuotatore statunitense (n. 1939)
- 3 ottobre - Ida Marcheria, scrittrice, attivista e superstite dell'Olocausto italiana (n. 1929)
- 3 ottobre - Jim Neal, cestista statunitense (n. 1930)
- 3 ottobre - Guido Pancaldi, personaggio televisivo svizzero (n. 1922)
- 3 ottobre - Fernand Van Rymenant, ciclista su strada e ciclocrossista belga (n. 1943)
- 4 ottobre - Doris Belack, attrice e doppiatrice statunitense (n. 1926)
- 4 ottobre - Vittorio Curtoni, scrittore di fantascienza e traduttore italiano (n. 1949)
- 4 ottobre - Géza Tóth, sollevatore ungherese (n. 1932)
- 5 ottobre - Edward Acquah, calciatore ghanese (n. 1935)
- 5 ottobre - Níver Arboleda, calciatore colombiano (n. 1967)
- 5 ottobre - Ademaro Breviglieri, calciatore italiano (n. 1937)
- 5 ottobre - Matthew Brown, scrittore e storico statunitense (n. 1964)
- 5 ottobre - Anthony Elenjimittam, filosofo, teologo e scrittore indiano (n. 1915)
- 5 ottobre - Peter Jaks, hockeista su ghiaccio e dirigente sportivo svizzero (n. 1966)
- 5 ottobre - Bert Jansch, chitarrista e cantautore scozzese (n. 1943)
- 5 ottobre - Steve Jobs, imprenditore e inventore statunitense (n. 1955)
- 5 ottobre - Pietro Lombardi, lottatore italiano (n. 1922)
- 5 ottobre - Charles Napier, attore e produttore cinematografico statunitense (n. 1936)
- 5 ottobre - Fred Shuttlesworth, attivista statunitense (n. 1922)
- 6 ottobre - Germano Caraffini, lottatore italiano (n. 1936)
- 6 ottobre - Diane Cilento, attrice australiana (n. 1932)
- 6 ottobre - Paul Dickson, regista e sceneggiatore britannico (n. 1920)
- 6 ottobre - Daniel Lind Lagerlöf, regista svedese (n. 1969)
- 6 ottobre - Clara Jaione, cantante italiana (n. 1927)
- 7 ottobre - Ramiz Alia, politico albanese (n. 1925)
- 7 ottobre - Fernando Charrier, vescovo cattolico italiano (n. 1931)
- 7 ottobre - David Hess, attore e cantautore statunitense (n. 1936)
- 7 ottobre - Andrew Laszlo, direttore della fotografia ungherese (n. 1926)
- 7 ottobre - Gianni Musy, attore e doppiatore italiano (n. 1931)
- 7 ottobre - Dave Regullano, cestista filippino
- 7 ottobre - Werner Zehnder, calciatore e allenatore di calcio svizzero (n. 1924)
- 8 ottobre - Al Davis, allenatore di football americano statunitense (n. 1929)
- 8 ottobre - Lorenzo Montecuollo, politico italiano (n. 1939)
- 8 ottobre - Andrea Pesciarelli, giornalista italiano (n. 1964)
- 8 ottobre - Mikey Welsh, bassista statunitense (n. 1971)
- 8 ottobre - Ingvar Wixell, baritono svedese (n. 1931)
- 9 ottobre - Pilade Canuti, calciatore italiano (n. 1938)
- 9 ottobre - Antōnīs Chrīsteas, cestista e allenatore di pallacanestro greco (n. 1937)
- 9 ottobre - Pavel Karelin, saltatore con gli sci russo (n. 1990)
- 9 ottobre - Umberto La Rocca, diplomatico italiano (n. 1920)
- 10 ottobre - Alan Fudge, attore statunitense (n. 1944)
- 10 ottobre - Masahiro Hamazaki, calciatore giapponese (n. 1940)
- 10 ottobre - José Hernández González, calciatore spagnolo (n. 1926)
- 10 ottobre - Albert Rosellini, politico statunitense (n. 1910)
- 10 ottobre - Mario Sepi, sindacalista italiano (n. 1941)
- 10 ottobre - Jagjit Singh, compositore e cantante indiano (n. 1941)
- 11 ottobre - Roberta Cowell, aviatrice britannica (n. 1918)
- 11 ottobre - Ion Diaconescu, politico rumeno (n. 1917)
- 11 ottobre - Giuseppe Grossi, imprenditore italiano (n. 1947)
- 11 ottobre - Freddie Gruber, batterista e insegnante statunitense (n. 1927)
- 11 ottobre - Dino Zucchi, cestista italiano (n. 1927)
- 12 ottobre - Heinz Bennent, attore tedesco (n. 1921)
- 12 ottobre - Patricia Breslin, attrice statunitense (n. 1925)
- 12 ottobre - Piero Cerato, ceramista italiano (n. 1946)
- 12 ottobre - Vitalij Kuznecov, judoka sovietico (n. 1941)
- 12 ottobre - Giovanni Palumbo, politico italiano (n. 1926)
- 12 ottobre - Dennis Ritchie, informatico statunitense (n. 1941)
- 12 ottobre - Dick Thornett, rugbista a 13, rugbista a 15 e pallanuotista australiano (n. 1940)
- 12 ottobre - Hidemaro Watanabe, calciatore giapponese (n. 1924)
- 13 ottobre - Viscardo Azzi, militare italiano (n. 1921)
- 13 ottobre - Hasan Güngör, lottatore turco (n. 1934)
- 13 ottobre - Barbara Kent, attrice canadese (n. 1907)
- 13 ottobre - Abdoulaye Seye, velocista senegalese (n. 1934)
- 14 ottobre - Gioacchino Caracausi, sollevatore italiano (n. 1945)
- 14 ottobre - Pierangelo Garegnani, economista italiano (n. 1930)
- 14 ottobre - Laura Pollán, attivista e politica cubana (n. 1948)
- 14 ottobre - Chuck Ruff, batterista statunitense (n. 1951)
- 15 ottobre - Mario Agliati, scrittore, giornalista e storico svizzero (n. 1922)
- 15 ottobre - Antonio Delitala, giornalista e scrittore italiano (n. 1941)
- 15 ottobre - Matthew G. Martínez, politico statunitense (n. 1929)
- 15 ottobre - Pietro Mazzacurati, architetto italiano (n. 1932)
- 15 ottobre - Anne Ridler, poetessa britannica (n. 1912)
- 16 ottobre - Pete Rugolo, compositore italiano (n. 1915)
- 16 ottobre - Dan Wheldon, pilota automobilistico britannico (n. 1978)
- 17 ottobre - Gabriella Bosco, politica italiana (n. 1922)
- 17 ottobre - Manfred Gerlach, politico tedesco (n. 1928)
- 17 ottobre - Osvaldo Guidi, attore, drammaturgo e regista teatrale argentino (n. 1964)
- 18 ottobre - Bob Brunning, bassista britannico (n. 1943)
- 18 ottobre - Norman Corwin, sceneggiatore statunitense (n. 1910)
- 18 ottobre - Enrico Luzi, attore e doppiatore italiano (n. 1919)
- 18 ottobre - Gordon St. Angelo, politico statunitense (n. 1927)
- 18 ottobre - Andrea Zanzotto, poeta, italianista e partigiano italiano (n. 1921)
- 19 ottobre - Alioune Diop, cestista e allenatore di pallacanestro senegalese (n. 1930)
- 19 ottobre - Tadeusz Sawicz, militare e aviatore polacco (n. 1914)
- 20 ottobre - Lorenzo Calafiore, lottatore italiano (n. 1935)
- 20 ottobre - John Bosco Manat Chuabsamai, vescovo cattolico thailandese (n. 1935)
- 20 ottobre - Muʿammar Gheddafi, rivoluzionario, politico e militare libico (n. 1942)
- 20 ottobre - Mutassim Gheddafi, politico e militare libico (n. 1974)
- 20 ottobre - Gale Gillingham, giocatore di football americano statunitense (n. 1944)
- 20 ottobre - Nino Ippolito, compositore e direttore di banda italiano (n. 1922)
- 20 ottobre - Abu Bakr Yunis Jabr, generale e politico libico (n. 1952)
- 20 ottobre - Sue Lloyd, modella, attrice e ballerina britannica (n. 1939)
- 20 ottobre - Francesca Palopoli, attrice e doppiatrice italiana (n. 1927)
- 20 ottobre - Antoine Pazur, calciatore francese (n. 1931)
- 20 ottobre - Iztok Puc, pallamanista croato (n. 1966)
- 21 ottobre - Yann Fouéré, politico e attivista francese (n. 1910)
- 21 ottobre - Ettore Milano, ciclista su strada e dirigente sportivo italiano (n. 1925)
- 21 ottobre - Edmundo Ros, cantante, arrangiatore e direttore d'orchestra trinidadiano (n. 1910)
- 21 ottobre - Damiano Russo, attore italiano (n. 1983)
- 21 ottobre - Udo Toniato, pittore italiano (n. 1930)
- 21 ottobre - Sultan bin 'Abd al-'Aziz Al Sa'ud, principe e politico saudita (n. 1928)
- 22 ottobre - Armandino, cantante, chitarrista e attore italiano (n. 1922)
- 22 ottobre - Antonio Cassese, giurista italiano (n. 1937)
- 22 ottobre - Antonino Di Vita, archeologo e funzionario italiano (n. 1926)
- 22 ottobre - Enzo Mazzi, presbitero italiano (n. 1927)
- 22 ottobre - Roger Moore, giocatore di poker statunitense (n. 1939)
- 23 ottobre - Vittorio Baccelli, scrittore italiano (n. 1941)
- 23 ottobre - Franco Berdini, pittore e scultore italiano (n. 1941)
- 23 ottobre - Winston Griffiths, calciatore giamaicano (n. 1978)
- 23 ottobre - Herbert A. Hauptman, matematico, chimico e cristallografo statunitense (n. 1917)
- 23 ottobre - Bronislovas Lubys, politico lituano (n. 1938)
- 23 ottobre - Ivar Oddone, medico e partigiano italiano (n. 1923)
- 23 ottobre - Marco Simoncelli, pilota motociclistico italiano (n. 1987)
- 23 ottobre - Jeanne Van Kesteren, giavellottista e cestista belga (n. 1907)
- 24 ottobre - Liviu Ciulei, regista, sceneggiatore e attore rumeno (n. 1923)
- 24 ottobre - Albino Fontana, politico italiano (n. 1938)
- 24 ottobre - Kjell Johansson, tennistavolista svedese (n. 1946)
- 24 ottobre - John McCarthy, informatico statunitense (n. 1927)
- 24 ottobre - Crescenzio Rinaldini, vescovo cattolico italiano (n. 1925)
- 25 ottobre - Wyatt Knight, attore statunitense (n. 1955)
- 25 ottobre - Rosalía Polizzi, regista cinematografica e sceneggiatrice argentina (n. 1934)
- 25 ottobre - Norrie Woodhall, attrice teatrale britannica (n. 1905)
- 26 ottobre - Max Kuatty, artista, pittore e scultore italiano (n. 1930)
- 26 ottobre - Roman Kukleta, calciatore cecoslovacco (n. 1964)
- 26 ottobre - Jaropolk Leonidovič Lapšin, regista sovietico (n. 1920)
- 27 ottobre - Tom Brown, tennista statunitense (n. 1922)
- 27 ottobre - Gabriele Devecchi, designer, architetto e orafo italiano (n. 1938)
- 27 ottobre - James Hillman, psicoanalista, saggista e filosofo statunitense (n. 1926)
- 27 ottobre - Ron Holmes, giocatore di football americano statunitense (n. 1963)
- 27 ottobre - Allen Mandelbaum, poeta e traduttore statunitense (n. 1926)
- 27 ottobre - Tiziano Marcheselli, giornalista, scrittore e pittore italiano (n. 1939)
- 27 ottobre - Giancarlo Vitali, calciatore e allenatore di calcio italiano (n. 1926)
- 28 ottobre - Willy De Clercq, politico belga (n. 1927)
- 28 ottobre - Jiří Gruša, scrittore, diplomatico e politico ceco (n. 1938)
- 28 ottobre - Yoland Lévèque, pugile francese (n. 1937)
- 29 ottobre - Axel e Eigil Axgil, danese (n. 1915)
- 29 ottobre - Aldo Donà, cantante italiano (n. 1920)
- 29 ottobre - Jaime Díaz Rozzotto, politico e docente guatemalteco (n. 1918)
- 29 ottobre - Robert Lamoureux, attore, regista e commediografo francese (n. 1920)
- 29 ottobre - R.C. Pitts, cestista statunitense (n. 1919)
- 29 ottobre - Jimmy Savile, disc jockey, conduttore radiofonico e conduttore televisivo britannico (n. 1926)
- 30 ottobre - René Bauden, militare e aviatore francese (n. 1918)
- 30 ottobre - Giulio Campanati, arbitro di calcio e imprenditore italiano (n. 1923)
- 30 ottobre - Phyllis Love, attrice statunitense (n. 1925)
- 30 ottobre - Piero Milesi, musicista, compositore e arrangiatore italiano (n. 1953)
- 30 ottobre - Virginio Salimbeni, ciclista su strada italiano (n. 1922)
- 31 ottobre - Flórián Albert, calciatore ungherese (n. 1941)
- 31 ottobre - Alberto Anchart, attore argentino (n. 1931)
- 31 ottobre - Liz Anderson, cantante statunitense (n. 1930)
- 31 ottobre - Lino Cascioli, giornalista, scrittore e editore italiano (n. 1935)
- 31 ottobre - Gilbert Cates, regista e produttore televisivo statunitense (n. 1934)
- 31 ottobre - Stelvio Della Casa, calciatore italiano (n. 1928)
- 31 ottobre - André Dochy, sollevatore francese (n. 1928)
- 31 ottobre - Alfred Hilbe, politico liechtensteinese (n. 1928)
- 31 ottobre - Roberto Lippi, pilota automobilistico italiano (n. 1926)
- 31 ottobre - Efrem Milanese, calciatore italiano (n. 1923)
- 31 ottobre - Giovanni Francesco Pozza, calciatore italiano (n. 1961)
- 31 ottobre - Ali Saibou, militare e politico nigerino (n. 1940)
- 31 ottobre - Aldo Spinelli, politico italiano (n. 1923)